# ʻUelingatoni Ngū
ʻUiliamu ʻUelingatoni Ngū Tupoumālohi (3 de agosto de 1854 – 11 de março de 1885) foi um príncipe de Tonga, servindo como herdeiro de seu avô Jorge Tupou I entre 1879 até sua morte em 1885. Seu nome traduzido seria "Wellington Ngu". 

## Biografia
Nascido em 3 de agosto de 1854, foi o filho mais velho de Tēvita ʻUnga e de Fifita Vava’u, sendo neto de Jorge Tupou I. Na época sua família não era considerada do ramo principal da família real de Tonga, já que pelos padrões cristãos instituídos em 1845, apenas os filhos do rei Jorge Tupou I com Salote Lupepau’u seriam legítimos.  Apenas após a morte de seu tio e herdeiro Vuna Takitakimālohi, a linhagem de ‘Unga seria legitimada após a promulgação da primeira constituição de Tonga. 
Entre 1875 e 1877 serviu como governador de Há’apai e Vava’u e marechal de campo no exercito de seu avô. Em 1879 com a morte de seu pai, 'Unga o herdeiro ao trono, ‘Uelingatoni se torna herdeiro ao trono tonganês.
Ele viria a falecer em 1885, com apenas 30 anos e sem deixar descendentes legítimos, por tanto o cargo de herdeiro passaria para seu irmão Nalesoni Laifone, que também viria a falecer anos mais tarde em 1889. No mesmo ano sua irmã 'Elisiva assumiu o posto de herdeira presuntivamente. Esta viria a falecer dois meses depois em setembro de 1889, passando o posto para seu filho Siaosi. Este sim herdou o trono e assumiu como Jorge Tupou II em 1893 após a morte de já idoso Jorge Tupou I. 